# Delphinium cheilanthum
Delphinium cheilanthum là một loài thực vật có hoa trong họ Mao lương. Loài này được Fisch. ex DC. mô tả khoa học đầu tiên năm 1817.